# الغزو الإسباني للمويسكا
وقع الغزو الإسباني للمويسكا (بالإنجليزية: Spanish conquest of the Muisca) بين عامي 1538 و 1540. كان شعب المويسكا السكان الأصليين لمرتفعات وسط الأنديز في كولومبيا قبل وصول الغزاة الإسبان. كانوا مُنتظمين في اتحاد كونفدرالي سائب مؤلف من حكام مختلفين؛ وهم الزيبا في باكاتا، مقره الرئيسي في فونزا، الزاك في بوياكا، مقره الرئيسي في هونزا، الإيراكا في مدينة الشمس المقدسة سوغاموكسي، التونداما في تونداما، وعدة زعماء قبائل مستقلين. كان قادة الاتحاد وقت الغزو هم الزيبا تيسكيسوسا، الزاك كيمينتشاتوتشا، الإيراكا سوغاموكسي وتونداما في أقصى شمال أراضي المويسكا. كان المويسكا متّسقين في جماعات مجتمعات صغيرة مسيجة بصورة دائرية (تدعى ca بلغتهم الأم لغة ميوسك كوبون؛ ومعنى إسمها الحرفي «لسان الشعب»)، لها ميدان مركزي يتوسطه منزل زعيم القبيلة. كانوا يُدعون «شعب الملح» بسبب استخراجهم الملح من مواقع عديدة على امتداد أراضيهم، في زيباكيرا ونيموكون وتاوسا بصورة رئيسية. كان الجزء الأساسي من الاكتفاء الذاتي في اقتصادهم المنظم تنظيمًا جيدًا، نتيجة مبادلة المويسكا منتجات قيمة مع الغزاة الأوروبيين مثل الذهب، التومباجا (أُشابة مؤلفة من خلط النحاس والفضة والذهب) ومبادلة الزمرد مع جيرانهم من مجموعات السكان الأصليين. عاش معظم شعب المويسكا في وادي تينزا، شرق ألتيبلانو كونديبوياسينس، واستخرجوا الزمرد من شيفور وسوموندوكو. كانت الزراعة أصل اقتصاد المويسكا، ومنتجاتهم الأساسية هي الذرة والبفرة والبطاطا ومجموعة متنوعة من الزراعات الأخرى التي كانت تُزرع بإتقان في حقول مرتفعة (تُدعى في لغتهم tá). بدأت الزراعة نحو عام 3000 ق.م في الألتيبلانو، عقب حقبة هيريرا في عصر ما قبل الفخار ودَورٍ طويل من الصيد وجمع الثمار منذ أواخر العصر الحديث الأقرب. وُجد أول دليل أثري لاستيطان البشر في كولومبيا، وأحد أقدم الأدلة في جنوب أمريكا، في الأبرا، ويعود إلى نحو 12.500 عامًا ق.ح.
كان القسم الأساسي من حضارة المويسكا متمركزًا على بوغوتا سافانا، وهو سهل عالٍ منبسط في الميادين الشرقية للأنديز، بعيدًا جدًا عن ساحل الكاريبي. كانت السافانا بحيرة ممعنة في القدم، استمر وجودها حتى أواخر العصر الحديث الأقرب وشكلت تربةً عالية الخصوبة لزراعتهم. كانت مجتمع المويسكا عميق التدين مؤمن بتعدد الآلهة، وكانت علومهم الفلكية متطورة، الأمر الذي يظهر جليًا في تقويمهم الشمسي القمري المعقد. حظي كل من النساء والرجال بمهمات مختلفة ومخصصة في مجتمعهم القائل بالمساواة نسبيًا؛ بينما انصرفت النساء إلى بَذر الأرض، تحضير الطعام، استخراج الملح، وإتقان صناعة العبي والفخار، كان الرجال مسؤولون عن الحصاد والحرب والصيد. كان الدفاع عن أراضي المويسكا مهمة محاربي الغيشكا، ضد جيرانهم الغربيين بصورة رئيسية: الموزو («الشعب الزمردي») والبانتشي العدوانيون. اعتاد محاربو المويسكا حمل مومياوات أسلافهم المرموقين على ظهورهم أثناء القتال لإذهال أعدائهم. واستخدموا في معاركهم الرماح والسهام المسمومة والسكاكين الذهبية.
رغم أن مخزونات الذهب لم تكن وفيرة في الألتيبلانو، تمكن المويسكا من الحصول على كمية كبيرة من المعادن الثمينة عبر التبادل، والتي طوروها إلى فنون جميلة، كان طوف مويسكا والتنجوات الكثيرة (قطع عطايا) الأكثر أهمية بينهما. يصور طوف مويسكا ابتداء شعائر الزيبا الجديد، التي حدثت في بحيرة غواتافيتا. عندما علم الإسبانيون المقيمين في مدينة سانتا مارتا الساحلية التي أسسها رودريغو دي باستيداز عام 1525 بهذه الأسطورة، نظموا بعثة ضخمة سعيًا خلف هذه الإلدورادو (مدينة أو رجل الذهب) المزعومة في ربيع عام 1536.
غادر وفد مؤلف من أكثر من 900 رجل مدينة سانتا ماريا الاستوائية في بعثة جَلفةٍ عبر قلب كولومبيا بحثًا عن إلدورادو والحضارة التي أنتجت كل هذا الذهب الثمين. كان غونزالو خيمينيز دي كيسادا قائد البعثة الأولى والرئيسية التابعة للحكم الإسباني، يليه في القيادة أخوه هيرنان. شارك عدة جنود آخرين في الرحلة، الذين أصبحوا لاحقًا مُلاكًا في المستعمرات وشاركوا في غزو أجزاء أخرى من كولومبيا. كانت كل البعثات المعاصرة الأخرى إلى داخل الأنديز المجهول تبحث عن أرض الذهب الأسطورية، وكانت تنطلق من الأرض التي أصبحت لاحقًا فنزويلا، بقيادة غُزاة بافاريين وألمانيين، ومن الجنوب بدءًا من مملكة كيتو التي أُوجدت سابقًا مكان الإكوادور الحالية.
بدأ غزو المويسكا في مارس من عام 1537، عندما دخلت قوات دي كيسادا المختزلة للغاية أراضي المويسكا في تشيباتا، حيث بنوا أول مستوطنة لهم يوم 8 مارس. توسعت البعثة نحو الداخل واعتلت منحدرات الألتيبلانو كونديبوياسينس وصولًا إلى ما أصبح لاحقًا بوياكا وكونديناماركا. أُسست قرى مونيكيرا (بوياكا) وغواتيشتا ولينغوازاك (وكونديناماركا) قبل وصول الغزاة الإسبان على حافة بوغوتا سافانا الشمالية في سويسكا. وأسس الإسبانيون كاجيكا وتشيا على الطريق المودي إلى حيّز الزيبا تيسكيسوسا. وصلوا في Hبريل من عام 1537 إلى فونزا، حيث تغلبوا على الزيبا تيسكيسوسا. الأمر الذي شكل فاتحة بعثات إضافية، بدأت بعد شهر باتجاه شرق وادي تينزا وأراضي الزاك كيمينتشاتوتشا الشمالية. يوم 20 أغسطس من عام 1537، أُخضع الزاك في منزله في هونزا. تابع الإسبانيون رحلتهم ناحية الشمال الشرقي وصولًا إلى وادي إيراكا، حيث سقط الإيراكا سوغاموكسي على يد الجنود الإسبان وأُحرق معبد الشمس من غير قصدٍ على يد جنديين من جيش دي كيسادا في بداية سبتمبر.
في هذه الأثناء، ذهب جنود آخرون من البعثة ناحية الجنوب واحتلوا باسكا ومستوطنات أخرى. عاد القائد الإسباني مع رجاله إلى بوغوتا سافانا وخطط لبعثات غازية جديدة نُفذت لاحقًا في النصف الثاني من عام 1537 والأشهر الأولى من عام 1538. يوم 6 أغسطس من عام 1538، أسس غونزالو خيمينيز دي كيسادا بوغوتا بصفتها عاصمة مملكة غرانادا الجديدة، وسماها تيمنًا بموطنه الأصلي في إقليم غرناطة، إسبانيا. في الشهر نفسه، يوم 20 أغسطس، تحالف الزيبا ساغيبا، الذي خلف أخاه تيسكيسوسا، مع الإسبانيين لمحاربة البانتشي، أعداء المويسكا الأزليون في الجنوب الغربي. في معركة توكاريما، انتصرت القوى المتحالفة على الجيران الغربيين العدوانيين. في أواخر عام 1538، نتج عن مشاريع غزو أخرى تأسيس مستوطنات أكثر في قلب الأنديز. انطلقت بعثتان أيضًا في الوقت نفسه؛ بعثة دي بيلاسازار من الجنوب وفيدرمان من الشرق، وصلتا إلى المحافظة المُنشاة حديثًا، وركب القادة الثلاثة بعدها على متن سفينة في نهر ماغدالينا في مايو من عام 1539 أخذتهم إلى كارتاغينا ومنها أعاتدهم إلى إسبانيا. نصّب غونزالو خيمينيز دي كيسادا أخاه الأصغر هيرنان حاكمًا جديدًا على بوغوتا والحملات الجديدة التي ستنظم لاحقًا بحثًا عن إلدورادو خلال النصف الثاني من عام 1539 وعام 1540. أسسه قبطانه غونزالو سواريز ريندون تونجا يوم 6 أغسطس من عام 1539، وهزم القبطان بالتازار مالادونادو الذي خدم تحت إمرة دي بالاسازار، زعيم تونداما في نهاية عام 1539. قُطع رأس آخر الزاك أكويمينيزاك في بداية عام 1540، الأمر الذي أسس حكم جديدًا على اتحاد المويسكا الكونفدرالي الآنف.
قدّم غونزالو خيمينيز دي كيسادا، الغازي الأساسي، المعارف التي حصلتها البعثات الغازية على أراضي المويسكا وحررها، بالتعاون مع العلماء بيدرو دي أغوادو، خوان رودريغيز فريلي، خوان دي كاستيلانوس، بيدرو سيمون، لوكاس فيرنانديز دي بيدراهيتا، خواكين أكوستا، ليبوريو زيردا وخورخه غامبوا ميندوزا.